# Marianne Birthler

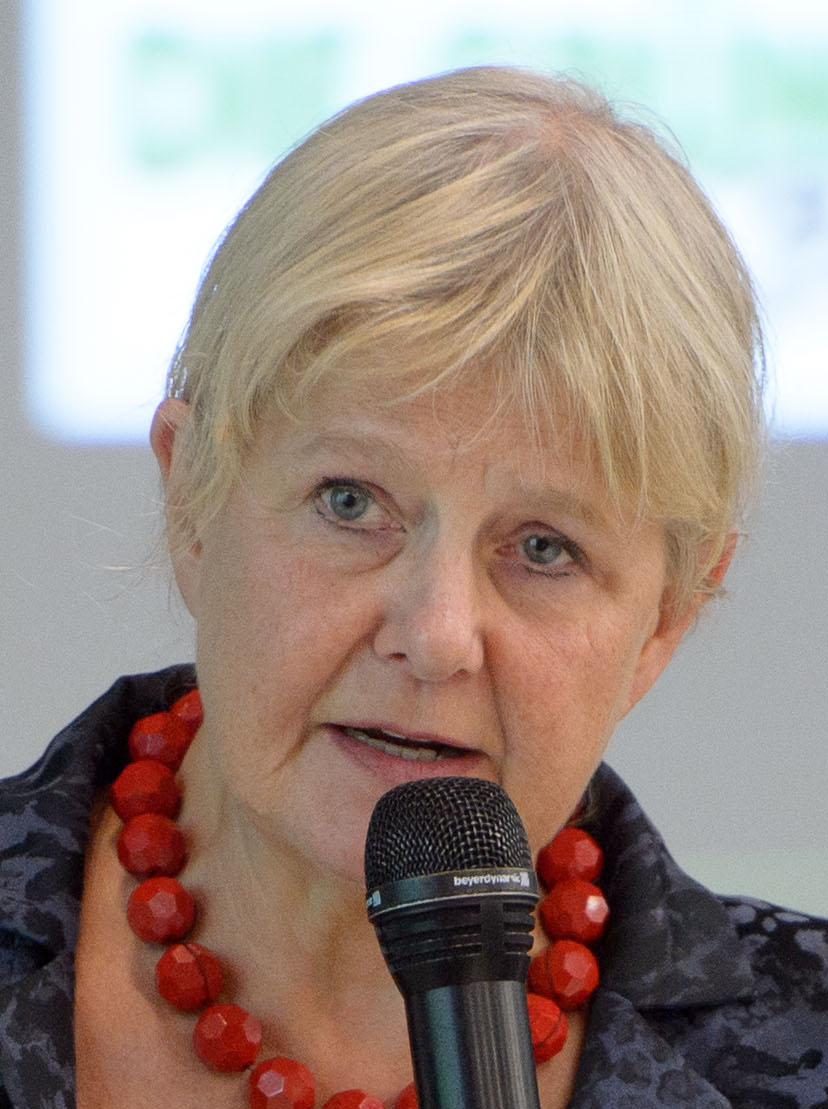
Marianne Birthler, 2015

Marianne Birthler geb. Radtke (* 22. Januar 1948 in Ost-Berlin) ist eine deutsche Politikerin (Bündnis 90/Die Grünen). Sie war von 2000 bis März 2011 die Bundesbeauftragte für die Unterlagen des Staatssicherheitsdienstes der ehemaligen Deutschen Demokratischen Republik.

## Beruflicher und privater Werdegang

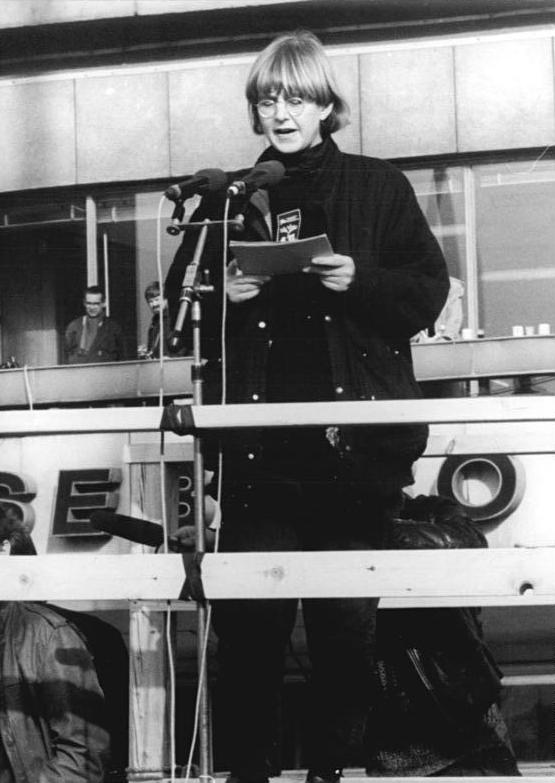
Birthler spricht bei der Berliner Großdemonstration am 4. November 1989

Marianne Birthler wurde in Berlin-Friedrichshain geboren. Nach dem Abitur an der Georg-Friedrich-Händel-Oberschule – trotz Austritts aus der FDJ – und dem Facharbeiterbrief 1966 in Berlin arbeitete sie im DDR-Außenhandel und absolvierte zugleich ein Fernstudium der Außenhandelswirtschaft, das sie 1972 abschloss. Zuvor war Birthler wieder in die FDJ eingetreten. Es folgten eine Familienpause und eine Beschäftigung in der Tierarztpraxis ihres Ehemanns. Zugleich arbeitete sie ehrenamtlich aktiv in der evangelischen Kirche mit und organisierte Gesprächskreise zu gesellschaftlichen und politischen Themen. Birthler begann 1976 eine fünfjährige gemeindepädagogische Fernausbildung zur Katechetin und Gemeindehelferin. Von 1981 bis 1987 war sie in der Kinder- und Jugendarbeit der evangelischen Elias-Gemeinde im Berliner Stadtteil Prenzlauer Berg tätig. 1987 wurde sie Jugendreferentin im Stadtjugendpfarramt von Ost-Berlin.
Birthler ist geschieden. Sie war von 1968 bis 1983 mit dem Tierarzt Wolfgang Birthler verheiratet und hat drei Töchter. Wolfgang Birthler wurde später ebenfalls politisch aktiv; er war von 1990 bis 2009 SPD-Landtagsabgeordneter und 1999 bis 2004 Minister im Land Brandenburg.

## Opposition und Friedliche Revolution
Ab Mitte der 1980er Jahre stand sie in immer engerem Kontakt zu oppositionellen Gruppen in Berlin und machte vor allem in der Initiative Frieden und Menschenrechte keinen Hehl aus ihrer oppositionellen Haltung gegenüber der SED. 1986 war sie eines der Gründungsmitglieder des Arbeitskreises „Solidarische Kirche“, der die Demokratisierung von Kirche und Gesellschaft in der DDR in den Mittelpunkt seiner Bemühungen stellte. Bei der Alexanderplatz-Demonstration am 4. November 1989 sprach Birthler für die Initiative Frieden und Menschenrechte. Sie sagte unter anderem: 

„Es ist gut, für Meinungsfreiheit, Reisefreiheit, eine besser funktionierende Wirtschaft und ein neues Bildungssystem zu kämpfen. All das ist bitter notwendig, aber wir sollten bei alledem nicht vernachlässigen, dass diese Rechte gesichert werden müssen, das heißt, wir müssen über die Fragen der Macht nachdenken und darüber, wie Macht kontrolliert werden kann.“

In der letzten DDR-Volkskammer war Birthler von März bis Oktober 1990 Sprecherin von Bündnis 90 und gehörte vom 3. Oktober bis zu den ersten gesamtdeutschen Wahlen am 2. Dezember dem Deutschen Bundestag an.

## Politische Ämter und Tätigkeiten 1990–2000
Im Oktober 1990 wurde Birthler für Bündnis 90 in den Brandenburger Landtag gewählt. Im November übernahm sie in der Landesregierung unter Manfred Stolpe das Ministerium für Bildung, Jugend und Sport, eines von zwei Ministerien für Bündnis 90. Im Sommer 1992 legten sie und Umweltminister Matthias Platzeck ihre Landtagsmandate nieder. Beide begründeten diesen Schritt mit der notwendigen Arbeitsfähigkeit der sechsköpfigen Fraktion – wo sie zwei Nachrückern Platz machten, aber ihr fraktionsinternes Stimmrecht behielten – und mit der gebotenen Trennung zwischen Legislative und der Exekutive. Schließlich trat sie am 29. Oktober 1992 protestierend von ihrem Ministeramt zurück, nachdem die Stasi-Verstrickungen von Manfred Stolpe bekannt geworden waren. Kurz darauf war ihre Bewerbung für das Amt einer Sprecherin des neuen Bündnis 90/Die Grünen erfolgreich, während Platzeck in der Regierung geblieben war und den Zusammenschluss mit den Grünen 1993 abgelehnt hatte. Mit dem größeren Teil der Bündnis-Fraktion und deren Anhänger gründete der Fraktionsvorsitzende Günter Nooke stattdessen das BürgerBündnis freier Wähler, das bei der Wahl 1994 knapp unter 1 % blieb. Im Jahr 1993 wurde Birthler Präsidiumsmitglied des Deutschen Evangelischen Kirchentages. Im Oktober 1995 erhielt sie das Bundesverdienstkreuz 1. Klasse.
2009 war sie für die Grünen Mitglied der 13. Bundesversammlung zur Wahl des Bundespräsidenten. Im Vorfeld der Wahl war sie mit der auch von den Grünen unterstützten SPD-Präsidentschaftskandidatin Gesine Schwan wegen Schwans umstrittener Äußerung, die DDR sei kein Unrechtsstaat gewesen, aneinandergeraten. Auch 2010 war sie Mitglied der 14. Bundesversammlung zur Wahl des Bundespräsidenten.

## Bundesbeauftragte für die Stasi-Unterlagen 2000–2011

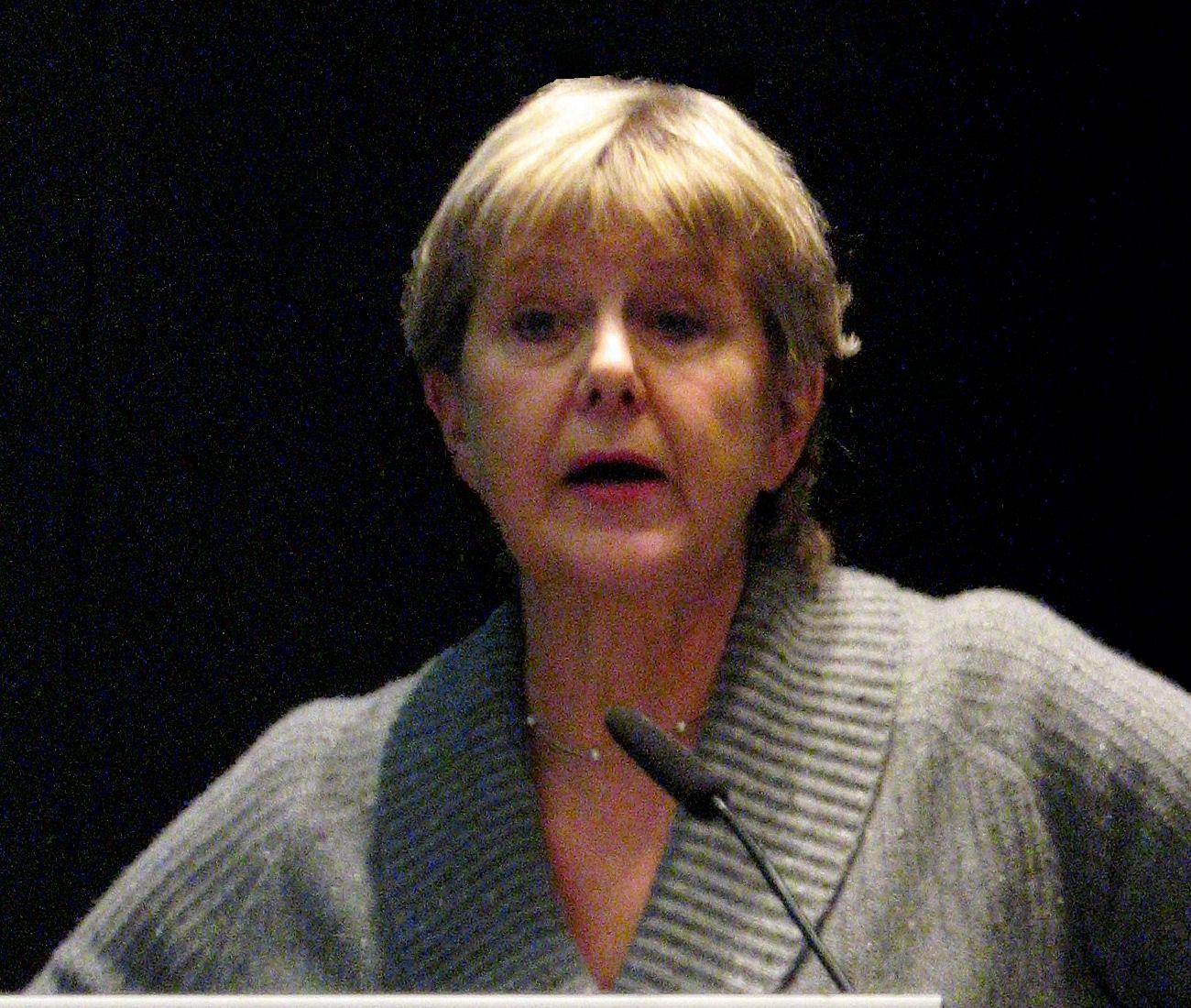
Marianne Birthler (2009)

Im September 2000 wurde Marianne Birthler als Nachfolgerin Joachim Gaucks Bundesbeauftragte für die Unterlagen des Staatssicherheitsdienstes der ehemaligen Deutschen Demokratischen Republik. Am 27. Januar 2006 wurde sie vom Bundestag mit der großen Mehrheit von 486 Abgeordneten bei 60 Gegenstimmen und 17 Enthaltungen in diesem Amt bestätigt.
Die Amtszeit endete im März 2011. Birthler wünschte sich Roland Jahn als Nachfolger, der am 28. Januar 2011 vom Bundestag als ihr Nachfolger gewählt wurde. Jahn war 1983 gegen seinen Willen aus der DDR ausgebürgert worden. Am 25. März 2011 wurde Birthler für ihren Einsatz bei der Aufarbeitung der SED-Diktatur sowie ihr ehrenamtliches Engagement durch den damaligen Bundespräsidenten Christian Wulff das Große Verdienstkreuz mit Stern des Verdienstordens der Bundesrepublik Deutschland verliehen.

### Aussagen zur Bundestagswahl 2005
Im Zuge der Bundestagswahl 2005 behauptete Birthler, in der Linksfraktion im Bundestag hätten nach Aktenlage mindestens sieben der neu einziehenden Abgeordneten in der DDR für das Ministerium für Staatssicherheit gearbeitet. Nach Kritik korrigierte sie sich dahingehend, die Zahl habe sich lediglich auf die Inoffiziellen Mitarbeiter „unter den aussichtsreichen Kandidaten“ der Partei bezogen. Von diesen seien aber nicht alle gewählt worden.

### Schießbefehl an der innerdeutschen Grenze
Für eine kontroverse Diskussion sorgte eine am 11. August 2007 verbreitete Erklärung von Birthler, wonach in der Magdeburger Außenstelle der Stasi-Unterlagenbehörde ein „sensationeller“ Fund in Form eines „uneingeschränkten Schießbefehls“ für eine Spezialeinheit der Grenztruppen gemacht worden sei. Tatsächlich waren Auszüge aus dem siebenseitigen Dokument bereits 1997 in einem Dokumentenband zur DDR-Geschichte erschienen. Öffentlich bekannt gemacht wurde das Papier 1993.

## Nebentätigkeiten, Ehrenämter, Sonstiges
Von 1993 bis 2005 war Birthler Präsidiumsmitglied des Deutschen Evangelischen Kirchentages.
Birthler gehörte zum Unterstützerkreis und war Mitglied im Beirat der Lobbyistengruppe „Berlinpolis“.
Sie ist Mitglied im Kuratorium der Stiftung Mitarbeit. Birthler ist seit 2011 stellvertretende Vorsitzende des Kuratoriums der Friede Springer Stiftung.
2003 hatte sie eine Nebenrolle als Leiterin der Birthler-Behörde in der Tatort-Episode Rosenholz.
Bundeskanzlerin Angela Merkel wollte sie im November 2016 als Kandidatin für das Bundespräsidentenamt vorschlagen. Birthler sagte ab; danach wurde Frank-Walter Steinmeier nominiert.
Am 16. August 2017 hat die Bundesbauministerin Barbara Hendricks Birthler zusammen mit dem Architektenteam Graft zu Kuratoren für den deutschen Beitrag auf der 16. Architekturbiennale in Venedig berufen, um die Ausstellung Unbuilding Walls zu realisieren.
Nach der Abberufung von Hubertus Knabe als Leiter der Gedenkstätte Berlin-Hohenschönhausen wurde Birthler im September 2018 vom Stiftungsrat als Vertrauensperson eingesetzt, um die Übergangsphase in der Gedenkstätte zu gestalten. Birthler sollte die von Sexismus-Vorwürfen erschütterte Gedenkstätte stabilisieren und ein neues Arbeitsklima etablieren. Als Beraterin unterstützte sie den Stiftungsrat bei der Suche nach einem neuen Direktor.
Birthler war Mitglied der Jury für die Vergabe des Standorts des Zukunftszentrums für Deutsche Einheit und Europäische Transformation.

## Auszeichnungen
- 1995: Bundesverdienstkreuz 1. Klasse.
- 2011: Großes Bundesverdienstkreuz mit Stern
- 2014: Stadtälteste von Berlin
- 2015: Verleihung des Hanns Martin Schleyer-Preises
- 2019: Take Off Award

## Veröffentlichungen
- Biermann in Prenzlau. In: Wolf Biermann und andere Autoren: Die Ausbürgerung. Hrsg.: Fritz Pleitgen; 2001, ISBN 3-89834-044-9, S. 190 ff.
- als Mitautorin: Freiheit, Gleichheit, Solidarität: Europas Zukunft – Anstöße aus Deutschland, Frankreich und Polen, Bertelsmann Stiftung, Gütersloh 2012, ISBN 978-3-86793-345-2.
- Halbes Land, ganzes Land, ganzes Leben: Erinnerungen, Carl Hanser Verlag, München 2014, ISBN 978-3-446-24151-0.